# Cratere Equiano
Equiano è un cratere d'impatto presente sulla superficie di Mercurio, a 39,99° di latitudine sud e 30,55° di longitudine ovest. Il suo diametro è pari a 102,51 km.
Il cratere è stato battezzato dall'Unione Astronomica Internazionale in onore dello scrittore nigeriano Olaudah Equiano.